# Markus Berger (Autor)

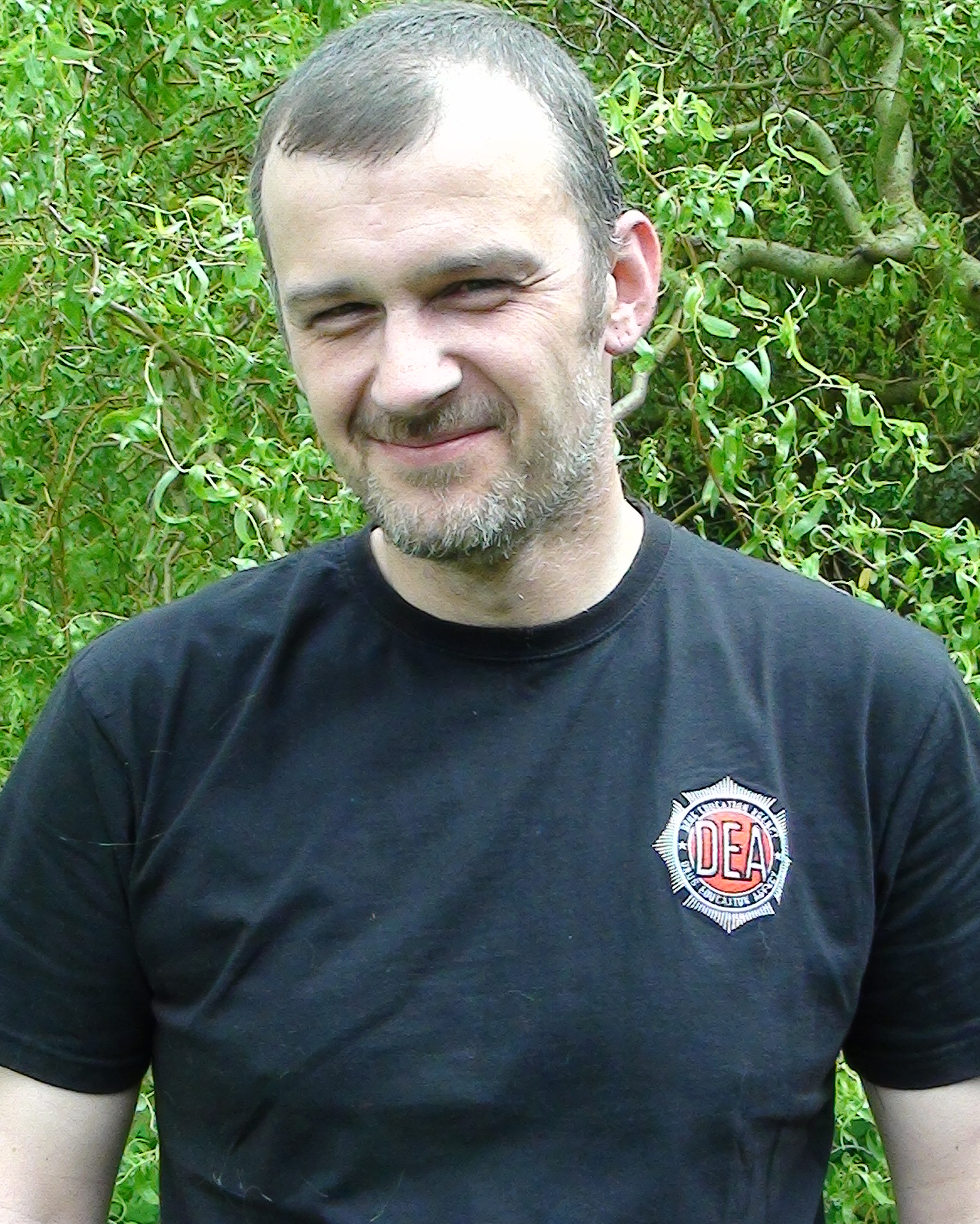
Markus Berger (2013)

Markus Berger (* 26. August 1974 in Kassel) ist ein deutscher Buchautor und Ethnobotaniker.

## Leben
Berger schreibt Bücher und Buchbeiträge zu unterschiedlichen Themen. Daneben arbeitet er als Journalist für internationale Zeitschriften und Magazine und als Lektor für Buchverlage. Seit 1993 ist er in der internationalen Ethnopharmakologie- und -botanikszene aktiv. Vorträge hielt er unter anderem in San Francisco, Barcelona, Basel und Berlin. Berger ist seit 2012 Betreiber des Kanals DEA Drug Education Agency mit über 40.000 Abonnenten und Chefredakteur des Magazins Lucys Rausch. Unter dem Namen Project Changa macht er Musik. Er lebt im nordhessischen Felsberg bei Kassel.

## Veröffentlichungen (Auswahl)
Sachbuch
- Psychoaktive Kakteen. Mehr über 293 entheogene Kakteen-Arten aus 72 Gattungen. Pieper and the Grüne Kraft, Löhrbach 2002, ISBN 3-930442-61-2 (In spanischer Sprache: Cactus Enteógenos. Cáñamo Ediciones, Barcelona 2004, ISBN 84-931026-9-5).
- Stechapfel und Engelstrompete. Ein halluzinogenes Schwesternpaar. Nachtschatten-Verlag, Solothurn 2003, ISBN 3-03788-108-9.
- Handbuch für den Drogennotfall. Safer-use-info. Das Wichtigste zu Gefahrenpotenzialen, Überdosierungen und Abhängigkeiten. Nachtschatten-Verlag, Solothurn 2004, ISBN 3-03788-125-9.
- Kakteen. Genügsam – formenreich – faszinierend. Ulmer, Stuttgart (Hohenheim) 2007, ISBN 978-3-8001-4997-1 (In tschechischer Sprache:  Kaktusy. Skromné, různorodé, fascinujíci. Grada, Prag 2007, ISBN 978-80-247-2224-5; in ungarischer Sprache: Kaktuszok. Cser, Budapest 2008, ISBN 978-963-9759-63-3).
- Von der Heilkraft der Bäume. Neue Erde, Saarbrücken 2008, ISBN 978-3-89060-271-4.
- mit Oliver Hotz: Die Tollkirsche. Königin der dunklen Wälder. Nachtschatten-Verlag, Solothurn 2008, ISBN 978-3-03788-109-5.
- Kakteen pflegen (= Ulmer-Taschenbuch 120). Ulmer, Stuttgart 2009, ISBN 978-3-8001-5578-1.
- Kleines Lexikon der Nachtschattengewächse. Ein Überblick über die Arten der Familie Solanaceae. Nachtschatten-Verlag, Solothurn 2011, ISBN 978-3-03788-194-1.
- Taschenatlas Kakteen. Ulmer, Stuttgart 2011, ISBN 978-3-8001-6724-1
- Bestechende Welt der Kakteen. Ulmer, Stuttgart 2013, ISBN 978-3-8001-6725-8
- Alles über psychoaktive Kakteen – Arten, Geschichte, Botanik, Anwendung. Nachtschatten-Verlag, Solothurn 2013, ISBN 978-3-03788-265-8.
- Unkraut – Heilkraut: Es stellt sich ein, wenn man es braucht, Saarbrücken 2014, ISBN 978-3-89060-156-4
- 30 Jahre Nachtschatten Verlag – Programmheft. Nachtschatten Verlag, Solothurn 2014
- Changa – Die rauchbare Evolution des Ayahuasca. Nachtschatten Verlag, Solothurn 2015, ISBN 978-3-03788-356-3
- Cannabidiol – CBD. Mit Dr. Franjo Grotenhermen und Kathrin Gebhardt. Nachtschatten Verlag, Solothurn 2015, ISBN 978-3-03788-369-3
- Psychedelische Tomaten. Mit Roger Liggenstorfer und Christian Rätsch. Nachtschatten Verlag, Solothurn 2016, ISBN 978-3-03788-340-2
- DMT – Forschung, Anwendung, Kultur. AT Verlag, Aarau 2017, ISBN 978-3-03788-539-0
- Psychoaktive Drogen – Substanzkunde für mündige Menschen. Nachtschatten Verlag, Solothurn 2017, ISBN 978-3-03788-514-7
- Kaffee – Ein psychoaktives Genussmittel. Nachtschatten Verlag, Solothurn 2018, ISBN 978-3-03788-535-2
- Microdosing – Niedrig dosierte Psychoaktiva im Alltag. Nachtschatten Verlag, Solothurn 2019, ISBN 978-3-03788-553-6
- Leben mit Cannabis. Nachtschatten Verlag, Solothurn 2019, ISBN 978-3-03788-583-3
- Safer-Use-Info-Set. Mit H. Cousto und A. Bücheli. Nachtschatten Verlag, Solothurn 2019, ISBN 978-3-03788-265-8
- Hanf! – Cannabis als Heilmittel, Nutzpflanze, Genusskraut. AT Verlag, Aarau 2020, ISBN 978-3-03902-085-0
- mit Christian Rätsch: Enzyklopädie der psychoaktiven Pflanzen – Band 2. AT Verlag, Aarau 2022, ISBN 978-3-03902-084-3

Roman
- Kopftornado. Oder: Tick, Stein! Ein Mikroroman. Pop Verlag, Ludwigsburg 2010, ISBN 978-3-937139-51-7